# V-Rally 3
V-Rally 3 — видеоигра в жанре аркадного симулятора ралли, третья часть серии V-Rally, разработанная Eden Studios и изданная компанией Atari для игровых консолей и персональных компьютеров в 2002 году.

## Описание
В игре доступны режимы: «Быстрая гонка» (повреждения только внешние), «Карьера» (повреждения полные) и «Вызов» (определённые наборы укороченных трасс, выбор машин ограничен, с включенными и отключенными повреждениями).
Повреждения: трескаются фары и стёкла, мнётся кузов (а также покрывается пылью, снегом и грязью), отлетают бампера, есть возможность лишиться любого колёса и в любом количестве, что немного сказывается на поведении автомобиля. В режиме Карьера и Вызов можно так серьёзно разбить машину, что игрок будет снят с гонки в текущем сезоне.
В игре 6 стран (Англия, Африка (Кения), Германия, Финляндия, Франция, Швеция), на каждой по 8 участков (4 из которых являются обратными, но уже с другим временем суток и погодой).

## Оценки и мнения
| Сводный рейтинг    | Сводный рейтинг | Сводный рейтинг | Сводный рейтинг | Сводный рейтинг | Сводный рейтинг |
| Издание            | Оценка          | Оценка          | Оценка          | Оценка          | Оценка          |
| Издание            | GBA             | GC              | PC              | PS2             | Xbox            |
| ------------------ | --------------- | --------------- | --------------- | --------------- | --------------- |
| GameRankings       | 79,60 %         | 73,67 %         | 67,33 %         | 77,73 %         | 71,83 %         |
| Game Ratio         | 81 %            |                 |                 | 77 %            | 77 %            |
| Metacritic         | 82/100          |                 |                 | 82/100          | 76/100          |
| MobyRank           | 81/100          | 78/100          | 70/100          | 76/100          | 80/100          |
| Иноязычные издания |                 |                 |                 |                 |                 |
| Издание            | Оценка          | Оценка          | Оценка          | Оценка          | Оценка          |
| Издание            | GBA             | GC              | PC              | PS2             | Xbox            |
| AllGame            | [ 14 ]          |                 |                 | [ 15 ]          | [ 16 ]          |
| GameSpy            |                 |                 |                 | [ 17 ]          | [ 18 ]          |

В целом игра получила позитивные отзывы от журналистов. Из достоинств обозреватели отметили дизайн трассы и продуманный геймплей, но к недостаткам отнесли чувствительное управление автомобилями и отсутствие многопользовательского режима.